# Cabinet Kraft II
Land de Rhénanie-du-Nord-Westphalie
Kraft I Laschet
Le cabinet Kraft II (en allemand : Kabinett Kraft II) est le gouvernement du Land de Rhénanie-du-Nord-Westphalie entre le 21 juin 2012 et le 27 juin 2017, durant la seizième législature du Landtag.

## Coalition et historique
Dirigé par la ministre-présidente sociale-démocrate sortante Hannelore Kraft, ce gouvernement est constitué et soutenu par une « coalition rouge-verte » entre le Parti social-démocrate d'Allemagne (SPD) et l'Alliance 90 / Les Verts (Grünen). Ensemble, ils disposent de 128 députés sur 237, soit 54 % des sièges du Landtag.
Il est formé à la suite des élections législatives régionales anticipées du 13 mai 2012.
Il succède au cabinet Kraft I, constitué par une coalition identique et bénéficiant du soutien sans participation de Die Linke, selon le « modèle de Magdebourg ».
Le gouvernement ayant échoué par deux fois à faire voter son budget, le Landtag est dissous et un nouveau scrutin convoqué. Au cours de ces élections, le SPD retrouve sa position de premier parti du Land tandis que les écologistes enregistrent un léger recul. Le résultat final donne une claire majorité absolue à la coalition sortante, qui est alors reconduite par Kraft.

## Composition

### Initiale (21 juin 2012)
- Les nouveaux ministres sont indiqués en gras, ceux ayant changé d'attributions en italique.

| Fonction | Titulaire | Titulaire              | Parti  |
| --- | --------- | ---------------------- | ------ |
| Ministre-présidente                                                                                          |           | Hannelore Kraft        | SPD    |
| Vice-ministre-présidente Ministre de l'Éducation et de la Formation professionnelle                          |           | Sylvia Löhrmann        | Grünen |
| Ministre des Finances                                                                                        |           | Norbert Walter-Borjans | SPD    |
| Ministre de l'Intérieur et des Affaires communales                                                           |           | Ralf Jäger             | SPD    |
| Ministre de la Justice                                                                                       |           | Thomas Kutschaty       | SPD    |
| Ministre de l'Économie, de l'Énergie, de l'Industrie, des Petites et moyennes entreprises et du Commerce     |           | Garrelt Duin           | SPD    |
| Ministre des Travaux publics, du Logement, du Développement urbain et des Transports                         |           | Michael Groschek       | SPD    |
| Ministre de l'Innovation, de la Science et de la Recherche                                                   |           | Svenja Schulze         | SPD    |
| Ministre du Travail, de l'Intégration et des Affaires sociales                                               |           | Guntram Schneider      | SPD    |
| Ministre de la Famille, de l'Enfance, de la Jeunesse, de la Culture et des Sports                            |           | Ute Schäfer            | SPD    |
| Ministre du Climat, de l'Environnement, de l'Agriculture, de la Protection de la Nature et des consommateurs |           | Johannes Remmel        | Grünen |
| Ministre de la Santé, de l'Émancipation, des Soins et des Personnes âgées                                    |           | Barbara Steffens       | Grünen |
| Ministre des Affaires fédérales, européennes, et des Médias                                                  |           | Angelica Schwall-Düren | SPD    |

### Remaniement du1eroctobre 2015
- Les nouveaux ministres sont indiqués en gras, ceux ayant changé d'attributions en italique.

| Fonction | Titulaire | Titulaire                | Parti  |
| --- | --------- | ------------------------ | ------ |
| Ministre-présidente                                                                                          |           | Hannelore Kraft          | SPD    |
| Vice-ministre-présidente Ministre de l'Éducation et de la Formation professionnelle                          |           | Sylvia Löhrmann          | Grünen |
| Ministre des Finances                                                                                        |           | Norbert Walter-Borjans   | SPD    |
| Ministre de l'Intérieur et des Affaires communales                                                           |           | Ralf Jäger               | SPD    |
| Ministre de la Justice                                                                                       |           | Thomas Kutschaty         | SPD    |
| Ministre de l'Économie, de l'Énergie, de l'Industrie, des Petites et moyennes entreprises et du Commerce     |           | Garrelt Duin             | SPD    |
| Ministre des Travaux publics, du Logement, du Développement urbain et des Transports                         |           | Michael Groschek         | SPD    |
| Ministre de l'Innovation, de la Science et de la Recherche                                                   |           | Svenja Schulze           | SPD    |
| Ministre du Travail, de l'Intégration et des Affaires sociales                                               |           | Rainer Schmeltzer        | SPD    |
| Ministre de la Famille, de l'Enfance, de la Jeunesse, de la Culture et des Sports                            |           | Christina Kampmann       | SPD    |
| Ministre du Climat, de l'Environnement, de l'Agriculture, de la Protection de la Nature et des consommateurs |           | Johannes Remmel          | Grünen |
| Ministre de la Santé, de l'Émancipation, des Soins et des Personnes âgées                                    |           | Barbara Steffens         | Grünen |
| Ministre des Affaires fédérales, européennes, et des Médias                                                  |           | Franz-Josef Lersch-Mense | SPD    |